# 19 janvier
Pour les articles homonymes, voir Dix-Neuf-Janvier.
19 décembre 19 février
Chronologies thématiques
- Croisades
- Ferroviaires
- Sports
- Disney
- Anarchisme
- Catholicisme

Abréviations / Voir aussi
- (° 1852) = né en 1852
- († 1885) = mort en 1885
- a.s. = calendrier julien
- n.s. = calendrier grégorien
- Calendrier
- Calendrier perpétuel
- Liste de calendriers
- Naissances du jour

Le 19 janvier est le 19e jour de l'année du calendrier grégorien.
Il reste 346 jours avant la fin de l'année, 347 lorsqu'elle est bissextile.
C'était généralement le 30e et dernier jour du mois de nivôse dans le calendrier républicain ou révolutionnaire français, officiellement dénommé jour du crible (le tamis).

## Événements

### XIVesiècle
- 1343 : signature de la trêve de Malestroit en Bretagne.

### XVesiècle
- 1419 : prise de la ville de Rouen par Henri V de Lancastre (guerre de Cent Ans).
- 1493 : signature d'un traité de Barcelone en Catalogne.

### XVIesiècle
- 1520 : bataille de Bogesund.

### XVIIesiècle
- 1660 : France : réconciliation de Louis XIV et du prince de Condé.

### XVIIIesiècle
- 1793 : bataille de la Tannerie, pendant la Révolution haïtienne.
- 1794 : le Comité de Salut Public approuve la proposition du Général Turreau pour l'extermination des « brigands » de la Vendée.
- 1795 : occupation des Provinces-Unies par l'armée française.

### XIXesiècle
- 1812 : fin d'un siège à Ciudad Rodrigo.

### XXesiècle
- 1945 : condamnation à mort du collaborateur français Robert Brasillach.
- 1956 : 
  - le Soudan devient le neuvième État de la Ligue arabe.
  - Résolution no 111 du Conseil de sécurité des Nations unies sur la Palestine.
- 1960 : signature du traité de coopération mutuelle et de sécurité entre les États-Unis et le Japon.
- 1966 : Indira Gandhi devient Première ministre de l'Inde.
- 1997 : offensive de l'armée rwandaise contre les miliciens hutus à Ruhengeri.

### XXIesiècle
- 2002 : processus de paix engagé au Soudan.
- 2007 : assassinat du journaliste d'origine arménienne Hrant Dink à Istanbul en Turquie.
- 2011 : résolution no 1967 du Conseil de sécurité des Nations unies (situation en Côte d'Ivoire).
- 2012 : résolution no 2034 du Conseil de sécurité des Nations unies (décision de date de l’élection à un siège vacant de la Cour internationale de justice).
- 2017 : intervention militaire en Gambie menée par la CEDEAO, après l'expiration de l’ultimatum lancé à Yahya Jammeh. Élu lors de l’élection présidentielle de l'année précédente, Adama Barrow prête serment à l’ambassade gambienne à Dakar.
- 2018 : à Trinité-et-Tobago, Paula-Mae Weekes est élue au poste de présidente de la République.
- 2019 : 
  - au Burkina Faso, le Premier ministre Paul Kaba Thiéba annonce sa démission ainsi que celle de l'ensemble des membres de son gouvernement.
  - En république démocratique du Congo, la Cour constitutionnelle proclame le candidat d'une partie de l'opposition Félix Tshisekedi vainqueur de l’élection présidentielle, ce que conteste l'autre opposant Martin Fayulu.
- 2020 : aux Comores, les élections législatives ont lieu malgré un boycott de l'opposition[1].
- 2022 : à la Barbade, les élections législatives anticipées ont lieu, les premières depuis la fin de la monarchie deux mois plus tôt. Mia Mottley, du Parti travailliste et en fonction depuis 2018 est réélue dès le premier tour et remporte tous les sièges[2].

## Arts, culture et religion
- 1458 : à Paris, la première chaire de grec de l'université est attribuée à Grégoire, savant grec réfugié après la chute de Constantinople cinq années auparavant.
- 1853 : l'opéra Il trovatore de Verdi est créé au théâtre Apollo de Rome.
- 1884 : Jules Massenet connaît un nouveau succès avec Manon, à l'Opéra Comique de Paris en France.
- 1902 : création du prix Goncourt, toujours en France. Issue du testament d'Edmond de Goncourt, l'académie du même nom se donne pour tâche de promouvoir de jeunes talents littéraires.
- 1903 : l'académie Goncourt est officiellement reconnue par un décret du président du conseil Émile Combes.
- 1911 : Isadora Duncan triomphe à Paris. La danseuse américaine d'origine irlandaise y danse l’Orphée et Euridice de Gluck au Châtelet.
- 1973 :
  - première édition du prix de Lausanne, concours de danse classique.
  - Diffusion du premier générique télévisé de Jean-Michel Folon, pour l'émission Italiques de Marc Gilbert sur la deuxième chaîne de l'ORTF à Paris.
- 1989 : réception officielle de Michel Debré à l'Académie française.
- 1997 : un musée des instruments de musique ouvre ses portes à Paris. On peut y voir quelque 900 instruments provenant de toutes les parties du monde, dont certains très rares.
- 2001 : le manuscrit original du Voyage au bout de la nuit, le roman le plus connu et le plus lu de Louis-Ferdinand Destouches dit Céline, perdu depuis 1943, est retrouvé par l'intermédiaire d'un collectionneur anglais et d'un libraire parisien. Il sera vendu aux enchères à Paris.
- 2015 : érection de l'Église catholique érythréenne.

## Sciences et techniques
- 1911 : dans la baie de San Francisco, Eugene Ely pose son biplan Curtiss sur une plate-forme du croiseur Pennsylvania (tout premier appontage sur un navire).
- 1915 : dépôt du brevet de Georges Claude pour son invention du tube à néon.
- 1919 : l'aviateur Jules Védrines atterrit sur le toit des galeries Lafayette à Paris.
- 1983 : lancement d'un des premiers ordinateurs personnels à posséder une souris et une interface graphique, Lisa d'Apple.
- 2006 : lancement de la sonde New Horizons pour l'étude du système plutonien et de la ceinture de Kuiper.
- 2038 : Le  bug de l'an 2038 pourrait survenir le 19 janvier à 3h14:08 UTC, car cette seconde est la 2 147 483 648e (10 000 000 000 000 000 000 000 000 000 000, soit 1 suivi de 31 zéros en binaire) après le 1er janvier 1970 à 0h00:00. Or l'horloge de nombreux systèmes d'exploitation est basée sur un compteur 32 bits du nombre de secondes depuis cette date, qui risque donc de faire un tour à ce moment en passant de 2 147 483 647 à -2 147 483 648.

## Économie et société
- 1857 : après une loi sur le drainage, le gouvernement français adopte une loi sur les landes afin de favoriser l'extension des terres cultivables. Le Crédit Foncier est appelé à financer des travaux destinés à assainir les régions humides.
- 1955 : les premières boîtes du Scrabble francophone sont livrées en France après l'apparition de ce jeu en 1948 aux États-Unis et sa diffusion depuis dans au moins 121 pays et 36 langues ou écritures dont par exemple le latin, le braille ou le basque[3].
- 1962 : départ de la croisière inaugurale du paquebot France.
- 1978 : la dernière des plus de 19 millions de Coccinelles fabriquées par Volkswagen sort des lignes de montage à l'usine d'Emden en Allemagne de l'Ouest. La célèbre voiture continuera d'être fabriquée et assemblée en Amérique latine et en Afrique.
- 1993 : Sanofi annonce racheter Yves Saint Laurent.
- 2001 :
  - en Belgique, un amendement à la loi autorise la possession de petites quantités de cannabis.
  - L'Association française des banques (AFB) annonce la conclusion d'un accord global et définitif concernant l'indemnisation des victimes de la Shoah.
  - Plus d'un demi-millier de magistrats venus des quatre coins de France manifestent en robe noire (toge) devant la Chancellerie pour réclamer des moyens supplémentaires pour la Justice ;
- 2004 : France Télécom annonce un plan de suppression de 14 500 postes dont 8 800 en France.
- 2017 : selon les résultats d'audience de Médiamétrie pour la période de novembre et décembre 2016, la radio française Europe 1 passe derrière RMC pour la première fois de son histoire[4].
- 2023 : début du mouvement social contre la reforme des retraites en France.

## Naissances

### IVesiècle
- 399 : Pulchérie, impératrice d'Orient de 450 à 453 († 11 novembre 453).

### XVIesiècle
- 1544 : François II[5], roi de France de 1559 à sa mort († 5 décembre 1560).

### XVIIesiècle
- 1601 : Guido Cagnacci, peintre baroque italien († 1663).
- 1602 : Anne-Marie Antigo, religieuse catalane († 28 septembre 1676).

### XVIIIesiècle
- 1717 : Jean-Thomas Voisin-La-Hougue, historien français († 27 novembre 1773).
- 1734 : Joseph Adam Lorentz, médecin militaire français († 2 pluviôse an IX).
- 1736 : James Watt, mathématicien et ingénieur écossais († 19 août 1819).
- 1737 : Jacques-Henri Bernardin de Saint-Pierre, écrivain français († 21 janvier 1814)[5].
- 1756 : Guillaume-Antoine Olivier, naturaliste et entomologiste français († 1er octobre 1814).
- 1757 : Augusta Reuss d'Ebersdorf, mère de Léopold Ier roi des Belges († 16 novembre 1831).
- 1761 : Pierre Marie Auguste Broussonet, naturaliste français († 27 juillet 1807).
- 1777 : Pierre Huber, entomologiste suisse († 22 décembre 1840).
- 1798 : Auguste Comte, philosophe français († 5 septembre 1857)[5].
- 1800 : Philippe-Joseph-Emmanuel de Smyttère, botaniste et historien français († 26 janvier 1886).

### XIXesiècle
- 1807 : Robert Edward Lee, militaire américain († 12 octobre 1870).
- 1808 : Lysander Spooner, militant anarchiste américain († 14 mai 1887).
- 1809 : Edgar Allan Poe, écrivain américain († 7 octobre 1849).
- 1811 : Eugène Woillez, médecin français († 4 septembre 1882).
- 1813 : Henry Bessemer, industriel britannique († 15 mars 1898).
- 1819 : William Powell Frith, peintre britannique († 9 novembre 1909).
- 1834 : Alexander von Homeyer, ornithologue allemand († 14 juillet 1903).
- 1839 : Paul Cézanne, peintre français († 22 octobre 1906)[5].
- 1851 : David Starr Jordan, ichtyologiste et écrivain américain († 19 septembre 1931).
- 1858 : Eugène Brieux, homme de lettres français († 6 décembre 1932).
- 1871 : Gueorgui Jacobson, entomologiste russe († 23 novembre 1926).
- 1879 : Guido Fubini, mathématicien italien († 6 juin 1943).
- 1886 :
  - Léon Gontier, militant socialiste et résistant français († 31 décembre 1944).
  - Maxime de Margerie, banquier français († 16 avril 1974).
  - Misak Metsarents, poète arménien († 5 juillet 1908).
  - Giuseppe Santhià, coureur cycliste italien († 18 février 1978).
  - William Whiteman Carlton Topley, bactériologiste britannique († 21 janvier 1944).
- 1889 : Sophie Taeuber-Arp, peintre suisse († 13 janvier 1943)[5].
- 1893 : Magda Tagliaferro, pianiste française († 9 septembre 1986).
- 1894 : Jean Debucourt (Jean Étienne Pelisse dit), acteur français († 22 mars 1958)[5].

### XXesiècle
- 1901 :
  - Charles Berthelot, footballeur français († 13 septembre 1940).
  - Daniel-Rops (Henri Petiot dit), homme de lettres et historien français († 27 juillet 1965)[5].
  - Hans Moser, cavalier suisse champion olympique († 18 novembre 1974).
- 1906 : Lilian Harvey (Lilian Helen Muriel Pape dite), actrice britannique († 27 juillet 1968).
- 1908 : Jacob Niessner, criminel nazi († 14 juillet 1948).
- 1909 :
  - Hans Hotter, basse-baryton et metteur en scène d'opéra allemand († 6 décembre 2003).
  - Ono Tadashige (小野忠重), artiste graveur japonais († 17 octobre 1990).
- 1912 :
  - Leonid Kantorovitch, mathématicien et économiste russe († 7 avril 1986).
  - Armand Robin, homme de lettres français († 30 mars 1961).
- 1916 : Louis Simonneaux, homme d'Église français, évêque émérite de Versailles de 1988 à 2009 († 22 janvier 2009).
- 1918 :
  - Joseph Cordeiro, homme d'Église indien, archevêque de Karachi de 1958 à 1994 († 11 février 1994).
  - John Harold Johnson, homme d'affaires américain († 8 août 2005).
- 1919 : Simone Melchior Cousteau, première femme à plonger avec un scaphandre Gagnan-Cousteau († 1er décembre 1990).
- 1920 : Javier Pérez de Cuéllar, diplomate péruvien 5e secrétaire général de l'ONU puis Premier ministre du Pérou († 4 mars 2020).
- 1921 : Patricia Highsmith (Mary Patricia Plangman dite), romancière américaine († 4 février 1995).
- 1922 :
  - Kenneth Graham « Ken » Hughes, réalisateur britannique († 28 avril 2001).
  - Guy Madison (Robert Ozell Moseley dit), acteur américain († 6 février 1996).
  - Léopold Sluys, organiste, compositeur et pédagogue belge († 6 décembre 1988).
- 1923 : Jean Stapleton, actrice américaine († 31 mai 2013).
- 1924 :
  - Nicholas Colasanto, acteur américain († 12 février 1985).
  - Jean-François Revel, philosophe et homme de lettres français († 30 avril 2006)[5].
- 1926 : Fritz Weaver, acteur américain († 26 novembre 2016).
- 1927 :
  - Carlos Oviedo Cavada, homme d'Église chilien, archevêque de Santiago du Chili de 1990 à 1998 († 7 décembre 1998).
  - Albert Côté, ingénieur forestier et homme politique québécois († 18 avril 2020).
- 1930 :
  - Tippi Hedren (Natalie Kay Hedren dite), actrice et militante animaliste américaine.
  - André Rufiange, journaliste et scripteur québécois († 22 juillet 1988).
- 1931 : Horace Parlan, pianiste de jazz américain († 23 février 2017).
- 1932 :
  - Richard Lester, réalisateur britannique d’origine américaine.
  - François Maspero, écrivain français († 11 avril 2015)[5].
  - Emmanuelle Arsan, romancière et actrice française d'origine thaïlandaise, auteure d'Emmanuelle († 12 juin 2005).
- 1933 : François Rauber, compositeur français († 14 décembre 2003).
- 1935 :
  - Alexandre Dmitriev (Леонид Витальевич Канторович), chef d'orchestre et pédagogue russe.
  - Lionel Ray (Robert Lorho dit), écrivain français.
- 1939 :
  - Elvire de Brissac, romancière et biographe française lauréate de plusieurs prix littéraires.
  - Philip « Phil » Everly, musicien américain du duo The Everly Brothers († 3 janvier 2014).
  - Jean-François Josselin, journaliste français († 2 avril 2003).
- 1940 : 
  - Paolo Borsellino, juge anti-mafia italien († 19 juillet 1992).
  - Élisabeth Rappeneau, réalisatrice et scénariste de cinéma et de télévision française († 2 janvier 2020).
- 1941 : Anthony « Tony » Anholt, acteur britannique († 26 juillet 2002).
- 1942 : Michael Crawford (Michael Patrick Dumble-Smith dit), acteur britannique.
- 1943 : Janis Joplin, chanteuse américaine († 4 octobre 1970).
- 1944 :
  - Shelley Fabares, actrice, chanteuse et productrice américaine.
  - Laurie London (en), chanteur britannique.
- 1945 :
  - Kenneth Robert « Ken » James, basketteur australien.
- 1946 :
  - Julian Barnes, homme de lettres britannique.
  - Claude Birraux, homme politique français.
  - André Gerin, homme politique français.
  - Dolly Parton, chanteuse et compositrice de country music, actrice et scénariste américaine.
- 1947 :
  - Leszek Balcerowicz, homme politique et économiste polonais.
  - Roderick « Rod » Evans, chanteur britannique du groupe Deep Purple.
  - Yordanka Blagoeva, athlète bulgare, spécialiste du saut en hauteur.
- 1948 : Francis « Frank » Joseph McKenna, homme politique et diplomate canadien, Premier ministre du Nouveau-Brunswick.
- 1949 :
  - Luis de Cespedes, acteur québécois († 22 mai 2013).
  - Robert Palmer, chanteur britannique († 26 septembre 2003).
  - Estelle Satabin, infirmière humanitaire française († 18 avril 1995).
- 1950 :
  - Joël Beaugendre, homme politique français.
  - Sébastien Dhavernas, acteur québécois.
- 1951 : Dewey Bunnell, chanteur et guitariste américain du groupe America.
- 1952 : 
  - Memona Hintermann-Afféjee, journaliste française.
  - Helen Mack Chang, militante guatémaltèque des droits de l'homme.
- 1953 :
  - Desi Arnaz Jr., acteur, musicien et chanteur américain.
  - Richard Legendre, joueur et gestionnaire de tennis et homme politique québécois.
- 1954 : 
  - Thierry Jonquet, écrivain français († 9 août 2009).
  - Katey Sagal, actrice américaine.
- 1955 :
  - Simon Rattle, chef d’orchestre britannique.
  - Paul Rodriguez, acteur, producteur, réalisateur et compositeur américain d’origine mexicaine.
  - Mariusz Wilk, journaliste polonais.
- 1957 : James Bradley « Brad » Mills, joueur et gérant de baseball américain.
- 1958 : Thierry Tusseau, footballeur français.
- 1960 : Al Joyner, athlète américain champion olympique du triple saut.
- 1963 : Silvio Martinello, coureur cycliste italien champion olympique sur piste.
- 1966 :
  - Sylvain Côté, hockeyeur sur glace québécois.
  - Stefan Edberg, joueur de tennis suédois.
  - Antoine Fuqua, réalisateur américain.
  - Richard Orlinski, sculpteur et musicien français.
- 1969 :
  - Edwidge Danticat, écrivain américain.
  - Tiaina Baul « Junior » Seau Jr., joueur américain de football américain.
- 1970 : Tim Foster, rameur d'aviron britannique champion olympique.
- 1971 : Shawn Wayans, acteur américain.
- 1972 :
  - Raphaël Domjan, navigateur suisse.
  - Andrea Donna « Drea » de Matteo, actrice américaine.
  - Elena Kaliská, kayakiste slovaque, double championne olympique.
- 1973 :
  - Karen Lancaume (Karen Bach dite), actrice pornographique française († 28 janvier 2005).
  - Ievgueni Sadovy (Евгений Викторович Садовый), nageur russe.
- 1974 : Ian Laperrière, hockeyeur professionnel québécois.
- 1976 : Tarso Marques, pilote de Formule 1 brésilien.
- 1978 : 
  - Sauvane Delanoë, actrice française.
  - Bernard Williams, athlète américain champion olympique du 4 x 100 m.
- 1979 : Svetlana Khorkina (Светлана Васильевна Хоркина), gymnaste russe double championne olympique.
- 1980 : Jenson Button, pilote de Formule 1 britannique.
- 1981 : 
  - Audrey Lamy, actrice et humoriste française.
  - Florent Piétrus, basketteur français.
- 1982 : Michael Komisarek, hockeyeur américain.
- 1983 : Hikaru Utada (宇多田ヒカル), chanteuse japonaise.
- 1984 :
  - John Paul « Johnny » Boychuk, hockeyeur canadien.
  - Karun Chandhok (கருன் சாந்தோக்), pilote de Formule 1 indien.
  - Thomas Vanek, hockeyeur professionnel autrichien.
- 1985 : Damien Chazelle, réalisateur et scénariste franco-américain.
- 1986 :
  - Claudio Marchisio, footballeur italien.
  - Moussa Sow, footballeur sénégalais.
- 1992 :
  - Tibo InShape (Thibaud Delapart dit), youtubeur français.
  - Dafné Kritharas, chanteuse franco-grecque.
  - Logan Lerman, acteur américain.
  - Mac Miller (Malcolm McCormick dit), rappeur américain († 7 septembre 2018).
- 1994 : Hunter Doohan, acteur américain.
- 1995 : 
  - Domenico Acerenza, nageur italien.
  - Levon Aghasyan, athlète arménien.
- 1997 : Mercianne Hendo, joueuse de handball congolaise.

## Décès

### VIIesiècle
- 638 ou 639 : Dagobert Ier, roi de Neustrie et des Burgondes de 629 à 639 (° 602 ou 605).

### XVIesiècle
- 1571 : Pâris Bordone, peintre italien (° 5 juillet 1500).
- 1576 : Hans Sachs, poète allemand (° 5 novembre 1494).

### XVIIesiècle
- 1629 : Abbas Ier le Grand, chah d'Iran (° 27 janvier 1571).

### XVIIIesiècle
- 1729 : William Congreve, dramaturge britannique (° 24 janvier 1670).

### XIXesiècle
- 1833 : Louis Joseph Ferdinand Herold, compositeur français (° 28 janvier 1791).
- 1851 : Esteban Echeverría, écrivain argentin (° 2 septembre 1805).
- 1865 : Pierre-Joseph Proudhon, philosophe et sociologue français (° 15 janvier 1809).
- 1869 : Karl von Reichenbach, philosophe et chimiste allemand (° 12 février 1788).
- 1874 : August Heinrich Hoffmann von Fallersleben, poète allemand (° 2 avril 1798).
- 1876 : George Poulett Scrope, géologue et économiste britannique (° 10 mars 1797).
- 1878 : Henri Victor Regnault, physicien et chimiste français (° 21 juillet 1810).
- 1885 :
  - Georgiana Fullerton, écrivaine britannique (° 23 septembre 1812).
  - Udo von Tresckow, général d'infanterie allemand (° 7 avril 1808).
- 1886 : 
  - Paul Foubert, homme politique français (° 21 mai 1812).
  - Victor Frerejean, maître de forges français (° 31 octobre 1802).
  - Guillaume Joseph Gabriel de La Landelle, officier de marine et romancier français (° 5 mars 1812).
  - Camille Lebrun, écrivaine française (° 1er mai 1805).
  - Jean Louis Henri Villain, homme politique français (° 27 décembre 1819).

### XXesiècle
- 1905 : Debendranath Tagore (দেবেন্দ্রনাথ ঠাকুর), philosophe indien (° 15 mai 1817).
- 1916 : Félix Robert (Jean Cazenabe dit), matador français (° 14 avril 1862).
- 1927 : Charlotte de Belgique, fille du roi Léopold Ier, impératrice du Mexique, veuve de Maximilien Ier (° 7 juin 1840).
- 1929 : Liang Qichao (梁啟超), philosophe chinois (° 23 février 1873).
- 1933 : Bruto Castellani, acteur italien du cinéma muet (° 1er décembre 1881).
- 1947 : « Bombita » (Emilio Torres Reina dit), matador espagnol (° 28 novembre 1874).
- 1948 : 
  - Onisaburō Deguchi, religieux japonais (° 21 aout 1871).
  - Tony Garnier, architecte et urbaniste français (° 13 août 1869).
- 1949 : Célestin Rousseau, espérantiste français (° 22 septembre 1861).
- 1956 : Prabodh Chandra Bagchi, philologue indien (° 18 novembre 1898).
- 1960 : William Coales, athlète britannique médaillé d'or aux Jeux olympiques de 1908 (° 8 janvier 1886).
- 1968 : Ray Harroun, pilote automobile américain (° 12 janvier 1879).
- 1969 : Jan Palach, étudiant protestataire tchécoslovaque, immolé par le feu (° 11 août 1948).
- 1972 : Michael Rabin, violoniste américain (° 2 mai 1936).
- 1974 : Paul Desmarteaux, humoriste et acteur québécois (° 23 juin 1905).
- 1975 : Thomas Hart Benton, muraliste américain (° 15 avril 1889).
- 1976 : Hidetsugu Yagi (八木 秀次), ingénieur japonais (° 28 janvier 1886).
- 1979 : Paul Meurisse, acteur français (° 21 décembre 1912).
- 1982 : Elis Regina, chanteuse brésilienne (° 17 mars 1945).
- 1983 : Don Costa, compositeur, arrangeur et chef d'orchestre américain ( 10 juillet 1925).
- 1984 : 
  - Maxwell Herbert Lloyd « Max » Bentley, hockeyeur professionnel canadien (° 1er mars 1920).
  - Wolfgang Staudte, réalisateur allemand (° 9 octobre 1906).
- 1990 :
  - Osho (Rajneesh Chandra Mohan Jain (रजनीश चन्द्र मोहन जैन) dit), gourou indien (° 11 décembre 1931).
  - Herbert Wehner, homme politique allemand (° 11 juillet 1906).
- 1991 :
  - Marcel Chaput, homme politique canadien (° 14 octobre 1918).
  - Jean Mantelet, industriel français (° 10 août 1900).
  - John Russell, acteur américain (° 3 janvier 1921).
- 1995 : Eugene « Gene » MacLellan, auteur-compositeur et interprète canadien (° 2 février 1938).
- 1996 : 
  - Bernard Baily, auteur de bandes dessinées américain (° 5 avril 1916).
  - Arthur Giovoni, enseignant et résistant français, Compagnon de la Libération (° 6 octobre 1909).
  - Don Simpson, acteur et producteur de cinéma américain (° 29 octobre 1943).
- 1997 :
  - Adriana Caselotti, comédienne américaine (° 16 mai 1916).
  - Robert Chapatte, coureur cycliste et journaliste sportif à la télévision française (° 14 octobre 1922).
  - James Dickey, poète et romancier américain (° 2 février 1923).
  - Henri Gaberel, enseignant, poète et écrivain suisse (° 8 avril 1915).
- 1998 : 
  - Pierre Croze, homme politique français (° 14 mai 1921).
  - Bengt Eklund, acteur suédois (° 18 janvier 1925).
  - Alain Jonemann, homme politique français (° 24 octobre 1919).
  - Carl Perkins, chanteur et guitariste américain (° 9 avril 1932).
  - Joseph-Antonio Thomas, homme politique canadien (° 13 septembre 1912).
- 1999 : 
  - Mario Gentili, cycliste sur route italien (° 31 janvier 1913).
  - Jacques Lecoq, comédien, metteur en scène, chorégraphe et pédagogue français (° 15 décembre 1921).
- 2000 :
  - Benedetto « Bettino » Craxi, homme politique italien, président du Conseil italien de 1983 à 1987 (° 24 février 1934).
  - Hedy Lamarr (Hedwig Eva Maria Kiesler dite), actrice et inventrice américaine d’origine autrichienne (° 9 novembre 1914).
  - George Ledyard Stebbins, généticien et botaniste américain (° 6 janvier 1906).
  - Rex Willis, joueur de rugby à XV gallois (° 25 octobre 1924).

### XXIesiècle
- 2001 :
  - Charles Mérieux, médecin et industriel français (° 9 janvier 1907).
  - Gustave Thibon, philosophe français (° 2 septembre 1903).
- 2002 : 
  - Jeff Astle, footballeur anglais (° 13 mai 1942).
  - Vavá (Edvaldo Izidio Neto dit), footballeur brésilien (° 12 novembre 1934).
- 2003 : Françoise Giroud (Lea France Gourdji), journaliste, femme politique et de lettres française au prix Fémina (° 21 septembre 1916).
- 2004 : David Hookes, joueur de cricket australien (° 3 mai 1955).
- 2005 : 
  - Lamont Bentley, acteur et rappeur américain (° 25 octobre 1973).
  - K. Sello Duiker, romancier sud-africain (° 13 avril 1974).
  - Anita Kulcsár, handballeuse hongroise (° 2 octobre 1976).
- 2006 :
  - Anthony Franciosa, acteur américain (° 25 octobre 1928).
  - Wilson Pickett, chanteur américain (° 18 mars 1941).
  - Geoff Rabone, joueur de cricket néo-zélandais (° 6 novembre 1921).
  - Franz Seitz Jr., metteur en scène, scénariste et producteur de cinéma allemand (° 22 octobre 1921).
  - Pio Taofinu'u, cardinal samoan (° 8 décembre 1923).
- 2007 :
  - Scott Bigelow, catcheur américain (° 1er septembre 1961).
  - Fiama Hasse Pais Brandão, poète, dramaturge, traductrice et essayiste portugaise (° 15 août 1938).
  - Hrant Dink, journaliste turco-arménien (° 15 septembre 1954).
  - Dennis Gerrard Stephen « Denny » Doherty, chanteur canadien du groupe The Mamas & the Papas (° 29 novembre 1940).
- 2008 :
  - Andy Palacio, musicien de punta rock bélizien (° 2 décembre 1960).
  - Suzanne Pleshette, actrice américaine (° 31 janvier 1937).
  - Eugene Sawyer, homme politique américain (° 3 septembre 1934).
  - John Stewart, chanteur et compositeur américain du groupe The Kingston Trio (° 5 septembre 1939).
- 2012 : Sarah Burke, skieuse acrobatique canadienne (° 3 septembre 1982).
- 2013 : 
  - Stanley Frank « Stan » Musial, joueur de baseball professionnel américain (° 21 novembre 1920).
  - Earl Weaver, manager de baseball américain (° 14 août 1930).
- 2016 : Ettore Scola, réalisateur italien (° 10 mai 1931).
- 2017 : 
  - Loalwa Braz, chanteuse brésilienne (° 3 juin 1953).
  - Miguel Ferrer, acteur américain (° 7 février 1955).
- 2018 :
  - Olivia Cole, actrice américaine (° 26 novembre 1942).
  - Maurice Couture, évêque québécois, archevêque de Québec de 1990 à 2002 (° 3 novembre 1926).
  - Alain Devaquet, homme politique français (° 4 octobre 1942).
  - Red Fisher, journaliste canadien (° 22 août 1926).
  - Dorothy Malone, actrice américaine (° 29 janvier 1924).
- 2021 :
  - James Kombo Moyana, gouverneur de la Banque de réserve du Zimbabwe (° 4 juillet 1942).
  - Ellinah Wamukoya, évêque anglicane d'Afrique australe (° 1951).
- 2022 : Gaspard Ulliel, acteur et mannequin français (° 25 novembre 1984).
- 2025 :
  - Marcel Bonin, hockeyeur sur glace canadien (° 8 septembre 1931).
  - Jimmy Calderwood, footballeur écossais (° 28 février 1955).
  - Horst Janson, acteur allemand (° 4 octobre 1935).
  - Eva Klein, médecin biologiste et chercheuse hongro-suédoise (° 22 janvier 1925).
  - Tom McVie, hockeyeur sur glace puis entraîneur canadien (° 6 juin 1935).
  - Pierre Mertens, écrivain belge (° 9 octobre 1939).

## Célébrations

### Internationales et nationales
- États-Unis :

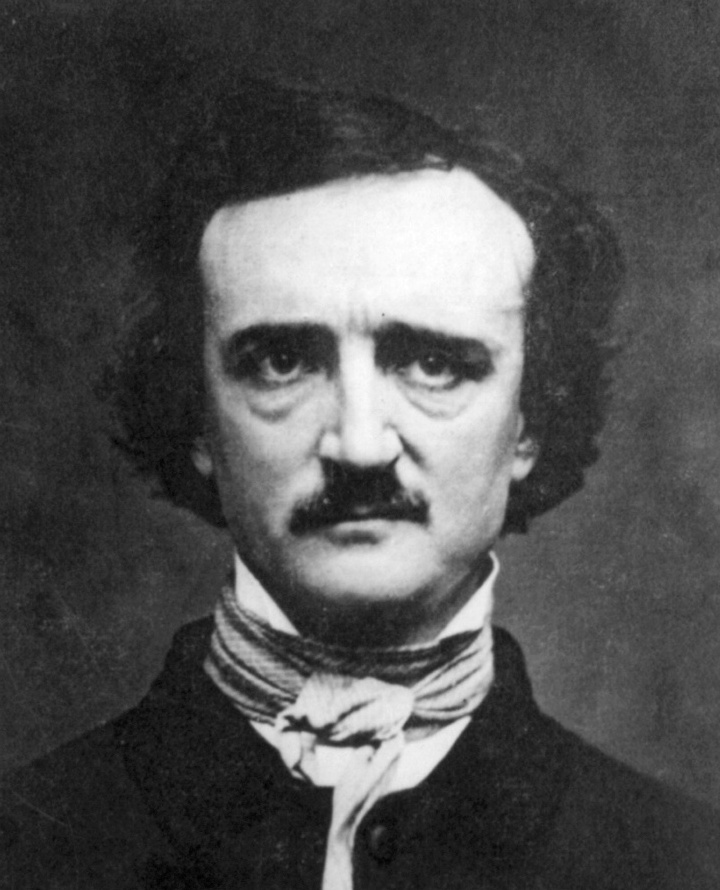
Edgar Allan Poe vers 1848.

  - commémoration de la naissance d'Edgar Allan Poe (ci-avant et en portrait ci-contre) par la visite du Poe Toaster (en) sur sa tombe au cimetière presbytérien de Baltimore dans le Maryland.
  - Confederate heroes day ou « jour de la mémoire des confédérés » aujourd'hui plus controversés en Alabama, Arkansas, Floride, Géorgie, Mississippi et Texas, en souvenir notamment de la naissance de Robert Lee le 19 janvier 1807 ibidem[6].
- Taïwan, Hong Kong, Macao, Chine, et autres calendriers extrême-orientaux non sinophones plus proches des lignes internationales de changement de date et 180e (degré de) méridien est et ouest : xiǎohán ou petit froid entamé le 6 janvier inclus (du calendrier grégorien « mondialisé »).

### Religieuses
- Bahaïsme : premier jour du mois de la souveraineté Ṣulṭán / سلطان dans le calendrier badīʿ.
- Christianisme orthodoxe : baptême du Christ considéré comme une autre théophanie (avec l'Épiphanie, la Transfiguration, en particulier mais etc.) dans la religion chrétienne orthodoxe (entre les 9 et 13 à 15 janvier dans le catholicisme) :
  - timqet d'Éthiopie (dans un christianisme oriental) ;
  - vodici de Macédoine du Nord.

### Saints des Églises chrétiennes

#### Saints des Églises catholiques et orthodoxes
Saints des Églises catholiques et orthodoxes :
- Antoine de Géorgie († VIe siècle), ermite.
- Antoine Rawah († VIIIe siècle), martyr.
- Antoinette de Cologne († IVe siècle), qui accompagna Ursule de Cologne dans son martyre.
- Appien († Ve siècle), évêque et martyr à Ajaccio.
- Apsade († IVe siècle), prêtre et martyr à Alexandrie.
- Arsène de Corfou († 953), 1er métropolite de Corfou.
- Bassien de Lodi (it) († 413), 1er évêque de Lodi.
- Blathmac d'Iona (en) († 793), moine martyrisé par des pirates dans l'île d'Iona.
- Brévalaire († VIe siècle), évêque.
- Catelle de Castellammare († 617), 4e évêque de Castellammare di Stabia.
- Contest († 513), 7e évêque de Bayeux.
- Germanicus de Smyrne († 168), martyr à Smyrne.
- Jean II de Ravenne († 595), évêque de Ravenne.
- Laumer († 593), fondateur d'un monastère à Moutiers-au-Perche.
- Libérate (it) († 580) et sa sœur Faustine (it), fondatrices d'un monastère de bénédictines à Côme.
- Macaire de Scété († 390), moine au désert de Scété.
- Maris († 270), son épouse Marthe, leurs deux fils Audifax et Abacum, martyrs à Rome.
- Paul († IIe siècle), Géronce, Janvier, Saturnin, Successus, Jules, Cat, et deux femmes, Pie et Germaine, martyrs en Numidie.
- Pontien de Spolete (it), Ponziano da Spoleto en italien ou Pontianus of Spoleto (en) en anglais actuels († vers le 14 janvier 175, 14 gennaio où plutôt fêté sur place ; °C. 156 toujours au IIe siècle), martyr à Spolète en Italie.
- Remi de Rouen († 772), 30e evêque de Rouen.
- Théodote de Cyrène († v. 325), évêque.

#### Saints et bienheureux des Églises catholiques
Saints et bienheureux des Églises catholiques :
- Béatrice de Lens († 1216), bienheureuse moniale cistercienne à l'abbaye d'Épinlieu.
- Joseph-Sébastien Pelczar († 1924), évêque polonais aussi fêté le 28 mars.
- Marcel Spínola y Maestre († 1906), bienheureux évêque espagnol fondateur des servantes du Divin Cœur de Jésus (voir aussi 16 janvier).

#### Saint orthodoxe,aux dates parfois"juliennes"ou orientales)
- Marc d'Éphèse († 1444) — ou « Marc Evghénikos » —, évêque[8].
- Mélèce le Confesseur († 1286), moine.
- Théodore de Novgorod († 1392), Fol en Christ.

### Prénoms du jour[Où?]
Bonne fête aux Marius et ses variantes ou dérivés comme Mario (voir les nombreuses Marie et variantes à plusieurs autres dates dont les 1er janvier etc.).
Ainsi qu'aux :
- Faustine et ses variantes ou dérivés : Fausta, Faustin, Faustinien, Faustina, Faustino, Faustinus.
- Aux Knud et ses variantes Canut ou Knut.
- Aux Pia,
- Pontien, Pontianus, Ponziano, Ponciano, etc.,
- aux Wulfstan.

## Traditions et superstitions

### Dictons
- « À la Saint-Marius, on voit clair à l'angélus[9]. »
- « Quand le froid à la saint Marius frappe, la charrette dérape[10]. »
- « Entre le 10 et le 20 janvier, les plus contents sont les drapiers[11]. » (mois du blanc encore de nos jours, soldes d'hiver, vers Europe de l'Ouest etc.)

### Astrologie
- Signe du zodiaque : 29e jour du signe astrologique du Capricorne.

## Toponymie
- Les noms de plusieurs voies, places, sites ou édifices de pays ou régions francophones contiennent cette date sous diverses graphies : voir Dix-Neuf-Janvier .